# Ꞧ
Cette page contient des caractères spéciaux ou non latins. S’ils s’affichent mal (▯, ?, etc.), consultez la page d’aide Unicode.
Ne doit pas être confondu avec le R barré (Ɍ)
Ꞧ (minuscule ꞧ), ou R barré obliquement est une lettre additionnelle qui était utilisée dans l'écriture du letton jusqu’en 1921 lorsqu’elle est remplacée par le R cédille ‹Ŗ›. Elle  formée d’un R diacrité par une barre inscrite oblique.

## Représentations informatiques
Cette lettre possède les représentations Unicode suivantes :
| formes    | représentations | chaînes de caractères | points de code | descriptions                                |
| --------- | --------------- | --------------------- | -------------- | ------------------------------------------- |
| capitale  | Ꞧ               | Ꞧ                     | U+A7A6         | lettre majuscule latine r barré obliquement |
| minuscule | ꞧ               | ꞧ                     | U+A7A7         | lettre minuscule latine r barré obliquement |